# Cuasiestrella

Comparación de una quasi-estrella con las estrellas más grandes conocidas en la actualidad.

Una cuasiestrella (también llamada estrella de agujero negro) es un tipo hipotético de estrella extremadamente masiva que pudo haber existido muy temprano en la historia del universo. A diferencia de las estrellas modernas, que funcionan con la fusión nuclear en sus núcleos, la energía de una quasi-estrella provendría de material que cae en un agujero negro central.
Se predice que se forma una cuasiestrella cuando el núcleo de una protoestrella grande se colapsa en un agujero negro durante su formación y las capas externas de la estrella son lo suficientemente masivas como para absorber el estallido de energía resultante sin ser expulsadas (como ocurre con las supernovas modernas). Tal estrella tendría que tener al menos 1000 masas solares (2 × 1033 kg). Las estrellas de este tamaño solo podían formarse al principio de la historia del universo antes de que el hidrógeno y el helio estuvieran contaminados por elementos más pesados; véase estrellas de población III.
Una vez que el agujero negro se había formado en el núcleo de la protoestrella, continuaría generando una enorme cantidad de energía radiante a partir de la caída de material estelar adicional. Esta energía contrarrestaría la fuerza de la gravedad, creando un equilibrio similar al de las estrellas modernas basadas en la fusión. Se predice que una quasi-estrella tendrá una vida útil máxima de aproximadamente 7 millones de años, después de lo cual el agujero negro central habría crecido a aproximadamente 1000 a 10000 masas solares (2 × 1033–2 × 1034 kg). Estos agujeros negros de masa intermedia se han sugerido como el origen de los agujeros negros supermasivos de la era moderna. Se prevé que las quasi estrellas tengan temperaturas en la superficie limitadas a aproximadamente 4000 K (3730 °C), pero, con diámetros de aproximadamente 10 000 millones de kilómetros (66.85 au) o 7187 veces la del Sol, cada una produciría tanta luz como una pequeña galaxia.